# Кірхберг-ан-дер-Мур
Кірхберг-ан-дер-Мур (нім. Kirchberg an der Murr) — громада в Німеччині, знаходиться в землі Баден-Вюртемберг. Підпорядковується адміністративному округу Штутгарт. Входить до складу району Ремс-Мур.
Площа — 13,22 км2. Населення становить 3886 ос. (станом на 31 грудня 2020).